# Municipio de Wendell
El municipio de Wendell (en inglés: Wendell Township) es un municipio ubicado en el condado de Thomas en el estado estadounidense de Kansas. En el año 2010 tenía una población de 57 habitantes y una densidad poblacional de 0,31 personas por km².

## Geografía
El municipio de Wendell se encuentra ubicado en las coordenadas 39°31′4″N 100°49′21″O / 39.51778, -100.82250. Según la Oficina del Censo de los Estados Unidos, el municipio tiene una superficie total de 183.52 km², de la cual 183,49 km² corresponden a tierra firme y (0,02 %) 0,03 km² es agua.

## Demografía
Según el censo de 2010, había 57 personas residiendo en el municipio de Wendell. La densidad de población era de 0,31 hab./km². De los 57 habitantes, el municipio de Wendell estaba compuesto por el 100 % blancos. Del total de la población el 1,75 % eran hispanos o latinos de cualquier raza.